# Giwat Szemesz
Giwat Szemesz (hebr.: גבעת שמש) – wieś położona w samorządzie regionu Matte Jehuda, w Dystrykcie Jerozolimy, w Izraelu.
Leży w górach Judei, w pobliżu miasta Jerozolimy.

## Historia
Osada została założona w 1954.